# 克厄足球俱樂部
克厄足球俱樂部（丹麥語：HB Køge）是丹麥的職業足球俱樂部。球隊目前參加丹麥足球甲級聯賽的賽事。

## 外部連結
- Official website （页面存档备份，存于）